# خورشید کاذب

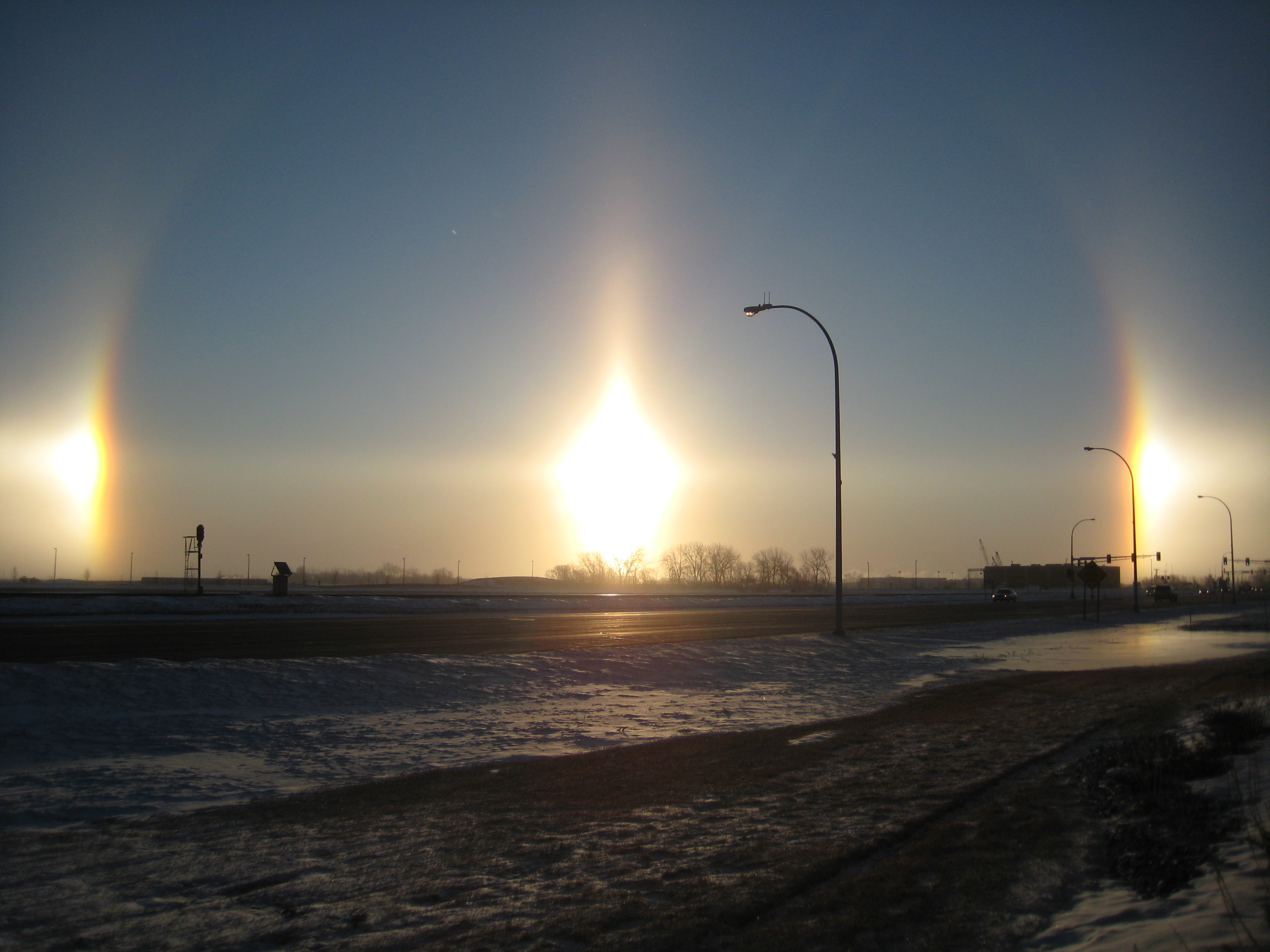
پیراخورشیدی بسیار روشن در فارگو، داکوتای شمالی.

خورشید کاذب (نام‌های دیگر: خورشید مجازی، عکس خورشید، پیراخورشید، رؤیاشید) یک پدیده جوی است که باعث می‌شود در آسمان در دو سوی خورشید نقاطی روشن از نور دیده شود. این نقاط اغلب به صورت حلقه و هاله نور دیده می‌شوند.

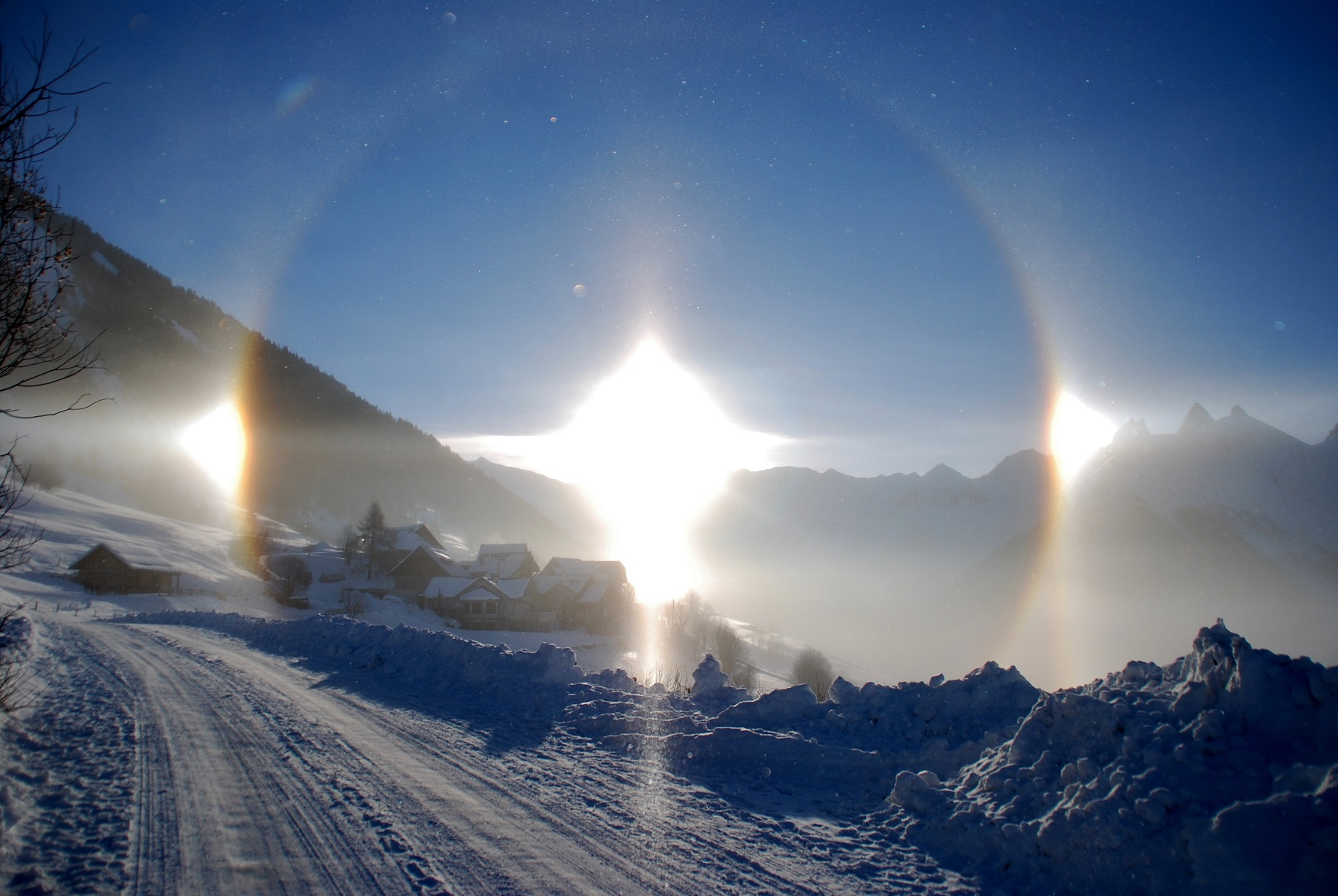
پدیده پیراخورشیدی بسیار روشن در یک کوهستان پوشیده از برف

پدیده پیراخورشید زمانی رخ می‌دهد که خورشید نزدیک به افق ایستاده باشد و نور آن از ابرهای پراکنده سیروس گذشته و به ما برسد و بلورهای یخ هوا نور آن را بشکنند. جهت قرارگیری این بلورها در ایجاد این پدیده اهمیت دارد و این کریستال‌ها که استوانه‌هایی شش‌ضلعی هستند؛ باید برای شکستن نور خورشید در حالتی عمودی بایستند.
پدیده خورشید کاذب ممکن است در همه نقاط جهان و در همه فصول رخ دهد.
در مورد ماه هم پدیده مشابهی به نام پیراماه روی می‌دهد؛ اما به خاطر نور کم ماه بسامد رخ دادن آن بسیار کمتر از پیراخورشید است.
در مارس سال ۱۶۲۹ پاپ و برخی از کاردینال‌های ارشد متوجه حضور اجسام ناشناخته ای در آسمان رم شدند. با غروب آفتاب، هاله ای نورانی در آسمان ظاهر شد که نقاط درخشان بسیاری اطراف آن دَوران می‌کردند. نامه‌هایی برای «رنه دکارت» فیلسوف و ریاضی‌دان فرانسوی و سایر متفکران سرشناس فرستاده شد تا عقیده خود را در آن خصوص ابراز کنند.
دکارت آن چنان مجذوب مسئله شد که تمام تفکرات فلسفی خود را کنار گذاشت و به این مسئله پرداخت. وی معتقد بود که این نورهای آسمانی توسط شهاب سنگ‌ها به وجود می‌آیند. اما در فاصله ای که دکارت به تحقیق در مورد این پدیده غریب می‌پرداخت، کلیسای واتیکان به نظریه خود رسیده بود: علت بروز این پدیده‌ها فرشتگانی بودند که صحنه آسمان را برای ظهور قریب مسیح آماده می‌ساختند.